# L'Île d'amour (film, 1928)
Pour les articles homonymes, voir L'Île d'amour.
Pour plus de détails, voir Fiche technique et Distribution.
L'Île d'amour, connu également sous le titre Bicchi est un film français réalisé par Berthe Dagmar et Jean Durand, sorti en 1928.

## Synopsis
Xenia Smith, une jeune et riche américaine en vacances en Corse, fait la connaissance de Bicchi un oisif qui traîne sur le port d'Ajaccio. L'oncle de Xenia offre de l'argent à Bicchi pour qu'il s'éloigne de sa nièce mais celui-ci refuse. Quelque temps plus tard, Bicchi est accusé du meurtre de Bozzi un rival. Ne voulant pas compromettre Xenia qui avait passé la nuit avec lui à l'heure du meurtre, il s'accuse du crime jusqu'à ce que Xenia lui fournisse un alibi et le fasse libérer. Bien qu'innocenté, le frère de la victime continue de le poursuivre de sa vindicte et finit par le retrouver dans la montagne où il s'est réfugié. Il le blesse par balle au moment où Xenia l'aidait à s'enfuir. Bicchi survivra à ses blessures et quittera l'ïle avec Xenia en se promettant d'y revenir.

## Fiche technique
- Titre : L'Île d'amour
- Titre alternatif : Bicchi
- Réalisation : Berthe Dagmar et Jean Durand
- Scénario et dialogues : Jean Durand, d'après le roman de Saint-Sorny
- Photographie : Jacques Montéran, Maurice Velle
- Décors : Eugène Carré, Pierre Schild
- Société de production : Société des Etablissements L. Gaumont
- Lieux de tournage : Ajaccio et ses environs pour les extérieurs et Studios de la Victorine[1]
- Pays de production :  France
- Langue : français
- Format : Noir et blanc — 35 mm — 1,33:1 — Son : Muet
- Genre : Drame
- Date sortie :
  - France : 1928

## Distribution
- Claude France : Xenia Smith
- Pierre Batcheff : Napoléon Orsini dit Bicchi
- Thérèse Kolb : la mère de Bicchi
- Yvonne Armor : la fiancée de Bicchi
- Jean Garat : Harry Smith, l'oncle de Xenia
- Victor Vina : M. de Serlys
- Aldo Rossano : Bozzi, un rival de Bicchi
- Mistinguett : elle-même
- Harry Fleming : le danseur
- Alice Roberts : la nurse
- Henri Duval : le juge
- Berthe Dagmar : une femme
- Guy Favières
- Earl Leslie
- Albert Lévy